# Újiráz
Újiráz es un pueblo ubicado en el distrito de Berettyóújfalu, en el condado de Hajdú-Bihar, Hungría.

## Superficie
Posee una superficie de 15,47 kilómetros cuadrados.

## Demografía
Hasta 2019 la población era de 472 habitantes, con una densidad de población de 30,51 habitantes por kilómetro cuadrado.